# Tillbaks på ruta 1
Tillbaks på ruta 1 utkom den 15 oktober 2001 och blev Patrik Isakssons andra studioalbum. Det här albumet beskriver han själv som det svåraste. På albumlistorna toppade det i Sverige, och låg som högst på åttonde plats i Danmark.
Albumet vann Rockbjörnen i kategorin "Årets svenska skiva". 

## Spår
1. Ruta 1 - 4:07
2. Tillbaks igen - 4:21
3. Aldrig mer - 4:22
4. Jag ber - 4:05
5. Hur kan du lova mig - 4:20
6. En sång om bättring - 2:52
7. Andetag - 4:10
8. Människor - 4:23
9. Välkommen hem - 4:07
10. Inre ro - 4:07 - 3:43
11. Tillbaks på ruta 1 - 4:23

## Listplaceringar
| Lista (2001) | Topplacering |
| ------------ | ------------ |
| Danmark      | 8            |
| Sverige      | 1            |